# Illimani
Illimani este un munte situat în Cordillera Real, Anzii Cordilieri din Bolivia. El are altitudinea de 6.439 m deasupra n.m., fiind al doilea munte ca înălțime din Bolivia. Masivul are șase piscuri ce depășesc altitudinea de 6000 de m, cel mai înalt fiind „Pico Sur”, escaladat în anul 1898 de William Martin Conway. În anul 1950 urcă pe munte și o expediție germană condusă de Hans Ertl.

## Legendă
O legendă a indienilor relatează că muntele (Apu) Mururata a încercat să depășească altitudinea lui Illimani, retezând piscul acoperit de zăpadă al muntelui. Piscul ar fi fost aruncat la 200 de km depărtare, unde a luat naștere vulcanul de azi Sajama.